# Bembidion incrematum
Bembidion incrematum är en skalbaggsart som beskrevs av Leconte 1850. Bembidion incrematum ingår i släktet Bembidion och familjen jordlöpare. Inga underarter finns listade i Catalogue of Life.